# Псеудоархеологија
Псеудоархеологија, позната још и као алтернативна археологија, представља покушаје интерпретације прошлости ван академске археолошке заједнице, која типично одбацује прихваћене научне и аналитичке методе археологије. Ове псеудонаучне интерпретације подразумевају коришћење археолошких података у циљу фабриковања теорија о прошлости које се радикално разликују од опште прихваћених ставова академске археологије.
Могло би се рећи да псеудоархеологија и научна археологија стоје у истом односу као астрологија и астрономија. 
На просторима бивше Југославије најпознатији псеудоархеолог је Семир Османагић.

## Теорија
Псеудоархеолошка теорија није једна и јединствена, већ се састоји од многобројних различитих ненаучних и тумачења прошлости која се разликују од академских. Теорије се често служе утврђеним чињеницама, али их интерпретирају на тенденциозан и искривљен начин. Овакав начин аргументације најчешће доводи до контрадикција у самој поставци теорије, па је она логички и научно неодржива.
Неке од ових теорија се заснивају на идеји да су праисторијске и древне људске заједнице у свом развоју имале помоћ интелигентних ванземаљских бића. По овој идеји је најпознатији швајцарски писац Ерих фон Деникен који је крајем шездесетих и почетком седамдесетих година прошлог века објавио читав низ књига на ту тему, од којих међу запаженије спадају: Сећања на будућност, Богови су били астронаути и Кочије богова. За разлику од теорија о ванземаљском утицају, друге инсистирају на томе да су људске заједнице у древном периоду биле технолошки веома напредне, као на пример Атлантида. Овакве теорије пропагирају аутори као што је Грејем Хенкок у књизи Отисци прстију богова (1995).
Многе псеудоархеолошке теорије су пригрлиле разне верске секте. Лажне археолошке идеје, као што су „пирамидологија“ представљају основ деловања разних група, почевши од „Британских Израелита“ па до Теозофа. Међу друге псеудоархеолошке идеје спадају и оне које су прихватили заговорници "Новог доба" и неопаганизма. Међу њима се истиче „Хипотеза велике богиње“ коју пропагира Марија Гимбутас, која тврди да су праисторијски Европљани обожавали једно монотеистичко божанство, као и различите теорије везане за покрет „Мистерије Земље“.
Међу њихове најгласније критичаре псеудоархеолога спада Џон Р. Кол, који их оптужује за „сензационализам, злоупотребу логике и доказа, неразумевање научних метода, као и честе противуречности у аргументацији."

## Етимологија
Ове ненаучне интерпретације археологије описују се разним терминима. Током осамдесетих, Џон Р. Кол енгл. John R. Cole (1980) и Вилијам Х. Стајбинг Млађи, енгл. William H. Stiebing Jr (1987). служили су се изразом „култна археологија“ Након 2000. године, научници као што је Тим Себастион енгл. Tim Sebastion (2001), Роберт Ј. Волис енгл. Robert J. Wallis (2003), Cornelius Holtorf (2006), и Габријел Мошенка енгл. Gabriel Moshenka (2008). почињу да користе израз „алтернативна археологија“. Ипак, Гарет Ф. Фејган енгл. Garrett F. Fagan и Кенет Л. Федер енгл. Kenneth L. Feder (2006) тврде да је овај израз употребљен само зато што „дајте топлије, присније осећање“ које „апелује на наше више идеале и прогресивне склоности." Они тврде да је термин „псеудоархеологија“ много прикладнији. Овај израз користе и други угледни научници и професионални археолози, као што је Колин Ренфру енгл. Colin Renfrew (2006).
Међу научницима који се баве археологијиом су познати и други изрази који се користе да опишу ову појаву. Г. Данијел енгл. G. Daniel (1977) користи погрдни израз енгл. "bullshit archaeology", а Вилијам Х. Стајбинг Млађи, енгл. William H. Stiebing Jr је једном приликом приметио да се у вези са псеудаорхеологијом „у интими домова и кабинета професионалних археолога могу чути описи какви се не смеју изговарати у пристојном друштву.“

## Одлике
Вилијам Х. Стајбинг Млађи, енгл. William H. Stiebing Jr је изнео тврдње да упркос многим међусобним разликама, постоји више заједничких одлика које деле скоро све псеудоархеолошке интерпретације. Стајбинг је био уверен да се због тога псеудоархеологија може категорисати као „један, јединственим феномен“, па је идентификовао три суштинске сличности свих псеудоархеолошких теорија:
1) ненаучну методологију њихових метода и доказа,
2) тенденцију „да се на комплексна и тешка питања дају једноставни, компактни одговори“, и
3) тенденцију псеудоархеолога да се представе као жртве прогона археолошке науке, праћену амбивалентним односом према научном етосу просвећености.
Ове три одлике се сматрају основним карактеристикама псеудоархеологије и ово мишљење деле и други научници.

### Ненаучна методологија
Критичари из редова научника указују на чињеницу да псеудоархеолози типично запостављају примену научне методологије. Уместо испитивања доказа како би се утврдило у коју хипотезу се уклапају, псеудоархеологists манипулишу археолошким подацима, како би се уколпили у закључке који њима одговарају, а до којих су често дошли путем наговештаја, интуиције или верске или националистичке догме. Различите псеудоархеолошке групе се служе читавим низом основих теза које су типично ненаучне: Нацистички псеудоархеолози, на пример, су као основну тезу узимали културну супериорност древне аријевске расе. Јудео-Хришћански фундементалистички псеудоархеолози сматрају да је Земља стара само 10.000 година, док Хиндуисти псеудоархеолози верују да је врста Homo sapiens много старија од 100.000 година, колико су то археолози доказали. Упркос томе, многи псеудоархеолози тврде да су до својих закључака дошли коришћењем научних техника и метода, чак и када је очигледно да то није тачно.
Археолог Џон Р. Кол је веровао да већина псеудоархеолога не схвата начин функционисања научног истраживања, верујући уместо тога да се ради о „једноставној, катастрофичној борби добра против зла“ између супротстављених теорија. Зато је сматрао да је читав приступ њиховој аргументацији погрешан. Осим тога, тврдио је да псеудоархолози не узимају у обзир алтернативна објашњења за оно што желе да пропагирају и да су њихове „теорије“ типично само „идеје“, које немају довољно доказа који би их подржали и омогућили им да буду сматрани за „теорије“ у научном, академском значењу те речи.
Чести недостатак научних доказа, псеудоархеолози типично користе да створе доказе који подржавају њихове аргументе. На пример, често се служе „уопштеним културним компарацијама“, при чему узимају различите артефакте и предмете из једног друштва и указују на сличности са таквим стварима у другом друштву, са циљем да наведу на закључак да оба имају заједнички извор. То су типично изгубљене древне цивилизације као на пример Атлантида или Му, или чак ванземаљски утицај. Овиме се различити артефакти или споменици скоро потпуно извлаче из свог оригиналног контекста, што се међу научницима археолошке струке сматра за анатему, јер је за њих контекст од највеће важности.
Други вид извођења „доказа“ којим се служе бројни псеудоархеолози је тумачење различитих митова, као последица историјских догађаја. Типично је да се том приликом митови најчешће одстрањују из свог културног контекста. На пример, псеудоархеолог Имануел Великовски је тврдио да митови о сеобама и ратовима богова цивилизације Астека представљају космичке катастрофе које су се догодиле у 7. и 8. веку пре Нове ере. Археолог Вилијам Х. Стибинг Млађи је посебно критиковао оваква тумачења, наглашавајући да су ови митови настали између 12. и 14. века Нове ере, два миленијума након наводних догађаја које Великовски спомиње. Поред тога, Стибинг истиче да се астечко друштво није ни развило у 7. веку Нове ере.

### Опозиција археолошком „естаблишменту“
"Научници су створили масивну светску мрежу помоћу универзитета, музеја, института, удружења и фондација. Овај невероватни извор моћи, који је и централа знања, је представио јавности историјску догму која је потпуно неометена и неизазвана са стране... Што је још горе: сада је ова „црква науке“ створила мрежу надзорних организација као што су CSICOPи Скептичко удружење енгл. The Skeptical Society(у ствари, треба Удружење скептика енгл. The Skeptics Society .) [sic] (да наведемо само неке од њих) како би деловале као вратари истине (какву они виде), спремни да се сруче на некога као пословична тона цигли, на све које они посматрају као 'преваранте', 'шарлатане' и 'псеудо научнике' – укратко, јеретике."